# Egípcio médio

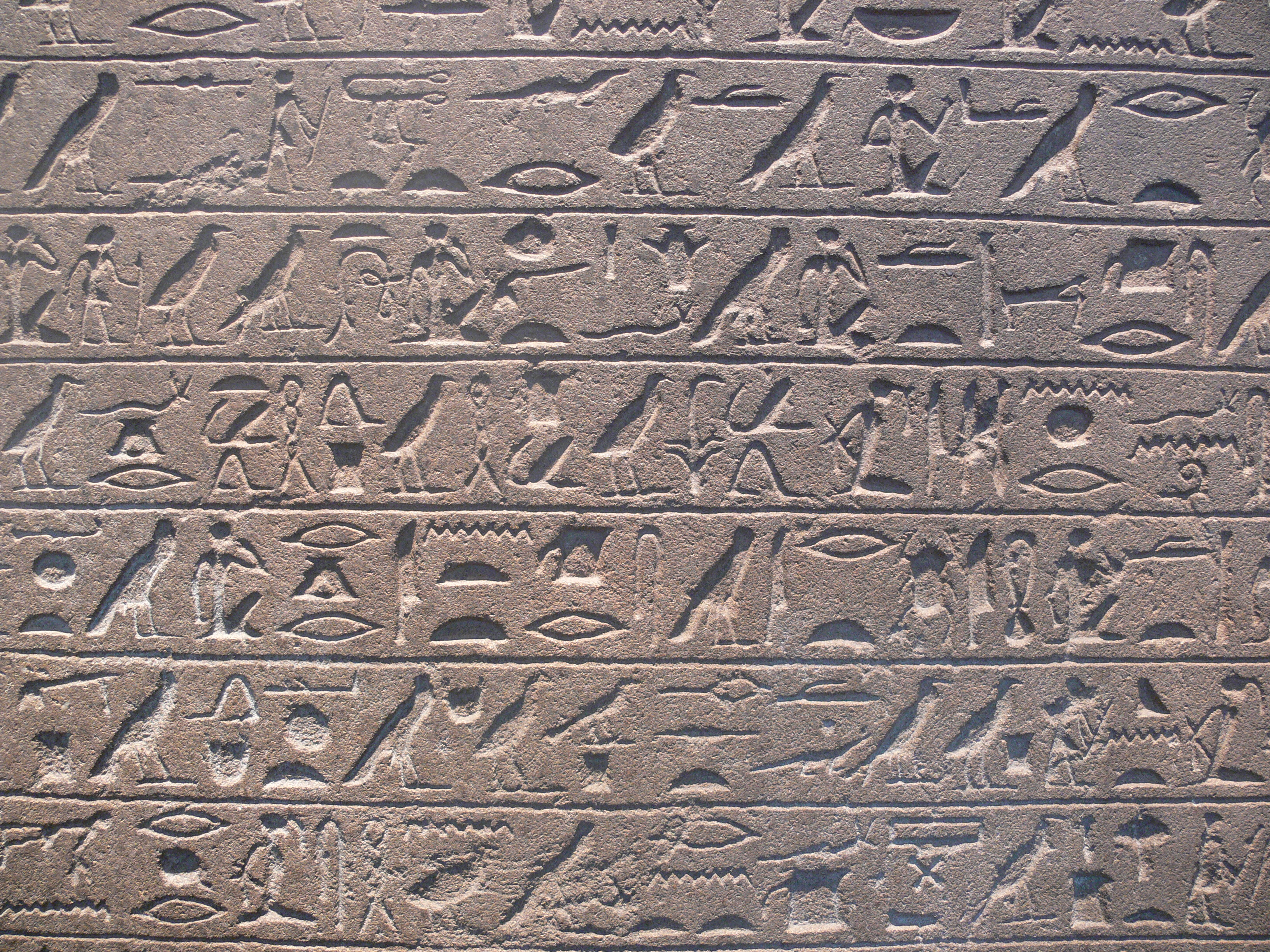
Estela de Semna com inscrição em egípcio médio (12ª dinastia)

Egípcio médio é a forma típica de egípcio escrito de 2000 e 1300 a.C. (após o egípcio antigo e antes do egípcio tardio), durante o Reino Médio e o subsequente Segundo Período Intermediário. Na escrita, faz uso de cerca de 900 hieróglifos. O egípcio médio não é descendente do egípcio antigo, que  foi baseado em um dialeto diferente.
Eventualmente, evoluindo em língua egípcia tardia em torno da XVI dinastia a.C., a língua egípcia média permaneceu em uso como uma linguagem literária culta até o século IV d.C.. Como tal, é a variante clássica do egípcio que historicamente atraiu mais atenção da egiptologia. Enquanto a maioria do egípcio médio é visto escrito em monumentos por hieróglifos, também é escrito usando uma variante cursiva, e o hierático relacionado. Como geralmente é a primeira e mais usada forma da língua egípcia, é frequentemente (e incorretamente) referida simplesmente como "Hieróglifos". Egípcio médio é sem dúvida a fase mais documentada da língua egípcia; há muitos recursos disponíveis para ele.

## Literatura
- James P. Allen: Middle Egyptian: An Introduction to the Language and Culture of Hieroglyphs. Cambridge: Cambridge Univ. Press, 2000.
- A. H. Gardiner: Egyptian Grammar, Oxford, 1927, 3rd ed. 1957.
- Teeter, E. "The Egyptian Language and Its Scripts." Calliope 14.9 (2004): 10-10.
- Middleton, A. "The geology of the Rosetta Stone." The Journal of Egyptian archaeology 89 (2003): 207-216.